# Homokbödöge
Homokbödöge est un village et une commune du comitat de Veszprém en Hongrie.